# Christmas from the Heart
Christmas from the Heart è il secondo album in studio, il primo natalizio, del cantante statunitense Kris Allen, pubblicato nel 2009.

## Tracce
1. Joy to the World – 4:19
2. Angels We Have Heard on High – 3:36
3. O Come All Ye Faithful – 3:19
4. Silent Night – 4:49
5. The First Noel – 4:32
6. O Holy Night – 5:55
7. Have Yourself a Merry Little Christmas (feat. Charice Pempengco) – 4:36
8. I'll Be Home for Christmas – 3:01
9. Pat-a-Pan – 3:25
10. What Child Is This? – 4:47
11. Riu Riu Chiu – 3:54
12. Ave Maria – 5:44
13. Melodies of Christmas – 4:35